# Centro Democrático Libre
Centro Democrático Libre (CDL) fue un movimiento político chileno existente entre 1988 y 1990. Fundado y liderado por el economista Álvaro Bardón, agrupaba a partidarios de la dictadura militar de Augusto Pinochet y defensores de la economía neoliberal impulsada por su gobierno.

## Historia
Fue presentado oficialmente en una conferencia de prensa el 7 de noviembre de 1988, y entre sus miembros se encontraban el general y exministro de Economía Luis Danús, el empresario Fabrizio Lévera, el dirigente camionero León Vilarín e Ignacio Pérez Walker —quien fue presidente del CDL hasta marzo de 1989, fecha en que Luis Danús asumió en su reemplazo—.  Además, estaba integrado por el Comité de Independientes por el Sí encabezado por Eduardo Doberti y que apoyaba la opción favorable a Pinochet en el plebiscito de 1988.
A fines de 1988 formó junto al Partido Nacional por el Sí, la Democracia Radical, el Partido Socialdemócrata, Avanzada Nacional, el Partido Democrático de Chile, el Partido Liberal Demócrata, los Comités Cívicos, el Gran Frente Cívico de Chile, el Movimiento de Independientes de Centro, el Frente Nacional de Profesionales e Intelectuales, y el Movimiento de Unidad Social Cristiana, la Confederación Democrática (CODE), de muy corta existencia y que desapareció en 1989 durante las negociaciones para las candidaturas parlamentarias de dicho año.
El 10 de junio de 1989 se realizó la primera Convención Nacional del CDL, en la cual se eligió una nueva mesa directiva encabezada por Álvaro Bardón, quien reemplazó en la presidencia de la agrupación a Luis Danús. En las elecciones parlamentarias de 1989 el CDL presentó un candidato a senador y 8 a diputados, presentados como independientes tanto fuera de pacto como en las listas Alianza de Centro y Democracia y Progreso: 
- Luis Danús, candidato a senador por la Región de Magallanes, como independiente en el pacto Democracia y Progreso.
- Claudio Mulet, candidato a diputado por Vallenar, como independiente fuera de pacto.
- Lionel Curti, candidato a diputado por Viña del Mar, como independiente fuera de pacto.
- Gabriela del Carmen Martínez, candidata a diputada por Rancagua, como independiente en el pacto Alianza de Centro.
- Juan Masferrer, candidato a diputado por San Fernando, como independiente en el pacto Democracia y Progreso.
- Mario Villagra candidato a diputado por Talca, como independiente en el pacto Democracia y Progreso.
- Darwin Sotomayor, candidato a diputado por Concepción, como independiente en el pacto Alianza de Centro.
- Antonio Horvath, candidato a diputado por la Región de Aysén, como independiente en el pacto Democracia y Progreso.[10]

Obtuvo la elección de los diputados Masferrer y Horvath. Apoyó la candidatura presidencial de Hernán Büchi en los comicios presidenciales de ese año, aunque algunos de sus miembros también manifestaron su apoyo a Francisco Javier Errázuriz Talavera luego que el movimiento declarara libertad de acción a sus integrantes en agosto de 1989.
En 1990 se fusionó con otros partidos y movimientos para formar el partido Democracia Nacional de Centro, de corta existencia. Sus dos diputados, Antonio Horvath y Juan Masferrer, se unieron a la Alianza por Chile, incorporándose respectivamente a Renovación Nacional y a la Unión Demócrata Independiente.